# Karl Weingärtner
Karl Weingärtner o Carl Weingärtner (Offenbach am Main, novembre 1895 – 1971) è stato un arbitro di calcio tedesco attività dal 1925 al 1944. Ha arbitrato sia nelle competizioni nazionali tedesche che in campo internazionale ed è stato anche assistente arbitrale.

## Arbitraggi in competizioni nazionali (1925-1944)[1]
In Germania Carl Weingärtner ha diretto 17 incontri, 11 di campionato e 6 nella coppa nazionale

## Campionato tedesco (Deutsche Fußballmeisterschaft) (1925-1944)
| Data           | Stadio                              | Incontro                                        | Risultato  |
| -------------- | ----------------------------------- | ----------------------------------------------- | ---------- |
| 3 maggio 1925  | Stadion am Gesundbrunnen (Berlino)  | BtuFC Alemannia 90 - Duisburger SV              | 1-2        |
| 30 Maggio 1926 | Deutsches Stadion (Berlino)         | Norden-Nordwest Berlin - Holstein Kiel          | 0-4        |
| 18 maggio 1930 | Bochumer Stadion (Bochum)           | FC Schalke 04 - SV Arminia Hannover             | 6-2        |
| 7 maggio 1933  | DSC-Stadion im Ostragehege (Dresda) | Dresdner SC - SV Arminia Hannover               | 1-2 d.t.s. |
| 8 aprile 1934  | Kurhesseplatz (Kassel)              | Borussia Fulda - Dresdner SC                    | 0-0        |
| 22 aprile 1934 | Bochumer Stadion (Bochum)           | FC Schalke 04 - VfL Benrath                     | 0-1        |
| 26 maggio 1935 | Rheinstadion (Düsseldorf)           | VfL Benrath - VfR Mannheim                      | 3-2        |
| 17 maggio 1936 | Rheinstadion (Düsseldorf)           | Düsseldorfer FK Fortuna 1911 - Waldhof Mannheim | 3-1        |
| 9 giugno 1940  | Probstheidaer Stadion (Lipsia)      | FC Schalke 04 - Düsseldorfer FK Fortuna 1911    | 0-0        |
| 13 aprile 1941 | Olympiastadion (Berlino)            | Berliner Tennis Club Borussia - Dresdner SC     | 0-1        |
| 7 maggio 1944  | VfB-Platz (Kaliningrad, URSS)       | VfB Königsberg - HSV Groß Born                  | 3-10       |

## Coppa di Germania (DFB Pokal) (1935-1943)
| Data              | Stadio                                            | Incontro                                     | Risultato |
| ----------------- | ------------------------------------------------- | -------------------------------------------- | --------- |
| 27 ottobre 1935   | Stadion an der Aschaffenburger Straße (Hanau)     | FC Hanau 93 - Berolina LSC 01                | 5-1       |
| 19 settembre 1937 | Telegrafenkaserne (Karlsruhe)                     | Karlsruher FV - Düsseldorfer FK Fortuna 1911 | 0-2       |
| 28 agosto 1938    | Möslestadion (Friburgo)                           | Freiburger FC - Hannover 96                  | 3-1       |
| 21 settembre 1941 | SC-Platz am Eckersberger Wald (Szczecin, Polonia) | LSV Kamp - Dresdner SC                       | 1-4       |
| 9 agosto 1942     | ?                                                 | TuS Lipine - Breslauer SpVg 02               | 4-0       |
| 19 settembre 1943 | Voksstadion (Greifswald)                          | LSV Pütnitz - LSV Hamburg                    | 2-3       |

## Arbitraggi in competizioni internazionali (1928-1938)[1][3]
In ambito internazionale Carl Weingärtner ha diretto 11 incontri tra selezioni nazionali, tra cui 3 validi per il Campionato di Calcio Nordico (Nordisk Mesterskap), 1 per i Giochi Olimpici, 1 per la Coppa Internazionale, 1 per le Qualificazioni al Campionato Mondiale e 5 amichevoli.
| Data              | Stadio                                  | Competizione                          | Incontro                | Risultato |
| ----------------- | --------------------------------------- | ------------------------------------- | ----------------------- | --------- |
| 22 giugno 1930    | Københavns Idrætspark, Copenaghen       | Campionato nordico di calcio          | Danimarca-Svezia        | 2-1       |
| 27 settembre 1931 | Ullevaal Stadion, Aker (Oslo)           | Campionato nordico di calcio          | Norvegia-Svezia         | 2-1       |
| 12 giugno 1932    | Stockholms Olympiastadion, Stoccolma    | Amichevole internazionale             | Svezia-Belgio           | 3-1       |
| 3 novembre 1935   | Hardturm, Zurigo                        | Amichevole internazionale             | Svizzera-Norvegia       | 2-0       |
| 17 novembre 1935  | Stade du Jubilé (Centenaire), Bruxelles | Amichevole internazionale             | Belgio-Svezia           | 5-1       |
| 3 maggio 1936     | Stadion Neufeld, Berna                  | Amichevole internazionale             | Svizzera-Spagna         | 0-2       |
| 26 luglio 1936    | Stockholms Olympiastadion, Stoccolma    | Amichevole internazionale             | Svezia-Norvegia         | 3-4       |
| 3 agosto 1936     | Poststadion, Berlino                    | Giochi Olimpici                       | Italia-Stati Uniti      | 1-0       |
| 20 settembre 1936 | Ullevaal Stadion, Aker (Oslo)           | Campionato nordico di calcio          | Norvegia-Danimarca      | 3-3       |
| 8 novembre 1936   | Hardturm, Zurigo                        | Coppa Internazionale (Dr Gerö Cup)    | Svizzera-Austria        | 1-3       |
| 28 novembre 1937  | De Kuip, Stadion Feijenoord, Rotterdam  | Qualificazioni al Campionato Mondiale | Paesi Bassi-Lussemburgo | 4-0       |

Ha partecipato inoltre 5 volte da assistente arbitrale: 3 volte ai Giochi Olimpici e 2 ai Campionato Mondiale.
| Data           | Stadio                             | Competizione        | Incontro                          | Risultato |
| -------------- | ---------------------------------- | ------------------- | --------------------------------- | --------- |
| 29 maggio 1928 | Olympisch Stadion (Amsterdam)      | Giochi Olimpici     | Francia-Italia                    | 3-4       |
| 4 agosto 1936  | Stadion am Gesundbrunnen (Berlino) | Giochi Olimpici     | Impero del Giappone-Svezia        | 3-2       |
| 6 agosto 1936  | Mommsenstadion (Berlino)           | Giochi Olimpici     | Gran Bretagna-Cina                | 2-0       |
| 5 giugno 1938  | Vélodrome Municipal (Reims)        | Campionato Mondiale | Ungheria-Indie Orientali Olandesi | 6-0       |
| 12 giugno 1938 | Fort Carré (Antibes)               | Campionato Mondiale | Svezia-Cuba                       | 8-0       |

## Curiosità
L'arbitro Weingärtner è legato anche ad alcune curiosità storiche: per esempio la sua prima ed unica espulsione in carriera fu anche la prima espulsione nella storia della nazionale italiana di calcio nella sua 125sima partita, quella di Pietro Rava al 53º minuto dell'incontro tra Italia e Stati Uniti, giocato il 3 agosto 1936, ai Giochi Olimpici di Berlino.
Un'altra curiosità riguarda la presenza di Weingärtner come assistente, nelle terne arbitrali che diressero la prima partecipazione di una nazionale di calcio asiatica ai Giochi Olimpici e nel Campionato Mondiale, rispettivamente l'Impero del Giappone il 4 agosto del 1936 e le Indie Orientali Olandesi il 5 giugno 1938.

## Aneddoti
La partita Italia-Stati Uniti del 3 agosto 1936 fu per l'arbitro Weingärtner particolare non solo per il suo primo provvedimento disciplinare di espulsione di un giocatore, ma anche perché a seguito di una seconda decisione di espulsione di un giocatore italiano, Achille Piccini, l'arbitro fu circondato dai suoi compagni di squadra, che trattenendogli le braccia e tappandogli la bocca con le mani, riuscirono a dissuaderlo dal perfezionamento del provvedimento disciplinare.